# Блаувельт, Лиллиан
Лиллиан Блаувельт (англ. Lillian Blauvelt; 1873—1947) — всемирно известная нью-йоркская оперная певица начала XX века. Обладала чистым лирическим сопрано, отличавшимся драматизмом. Её вокальный диапазон колебался от ноты G до ноты D. Родилась в Бруклине. Гастролировала по странам Европы.

## Оперная дива
Окончила Национальную консерваторию. Выступала в Нью-Йорке и Бруклине. С 1893 года исполняла партии сопрано на службах Западной пресвитерианской церкви на 42-й улице. В январе 1893 года исполнила арию из первого акта «Аиды» Джузеппе Верди и дуэт Аиды и Амнерис из второго акта (вместе с Леной Лакстоун-Майерс) на воскресном концерте в Мьюзик-холле.
В 1898 году пела с оркестром Генри Вуда в лондонском Альберт-холле. Спустя сорок лет Вуд упомянул Блаувельт среди лучших исполнителей, с которыми ему доводилось работать, наряду с Ферруччо Бузони, Фрицем Крейслером и Пабло Казальсом.
Выступала с Нью-Йоркским симфоническим оркестром в Карнеги-холле. В девятом сезоне симфонических концертов для молодежи в 1904 году программа была посвящена работам Бизе, Гуно, Верди и Рихарда Вагнера. Блаувельт и Эдвард П. Джонсон исполняли сольные партии в сопровождении оркестра, руководимого Фрэнком Дамрошем.
В июле 1904 года она выступила в казино Осбри Парка в Нью-Джерси перед аудиторией, насчитывавшей 3000 человек. Спустя месяц Элис Рузвельт-Лонгворт посетила концерт, который давал хор Бар-Харбора (штат Мэн), в котором участвовала Блаувельт. В рождество 1904 года она подменила Эллу Рассел в составе квартета солистов при исполнении Oratorio Society оратории «Мессия» в Карнеги-холле.
В 1905 году Блаувельт подписала шестилетний контракт с Фредом Уитни для участия в комической опере. Известно, что за свои услуги она получала 504000 долларов, что составляло 2000 долларов в неделю. Её первой постановкой такого рода после подписания контракта стала The Rose of Alhambra, написанная Чарльзом Эмерсоном Куком и Лучиусом Хосмером. Кук был близким помощником Дэвида Беласко.
Была солисткой во время концерта нью-йоркского симфонического оркестра, состоявшегося в 1905 году в Alexander Hall в студенческом городке Принстонского университета. Она исполнила каватину Россини Una Voce Poco Fa. Для смягчения эффекта духовых были задействованы пять скрипок. В том же году она участвовала в исполнении Stabat Mater Дворжака. Её соло прозвучало в дань памяти Дворжаку на мемориальном концерте, состоявшемся 14 марта в Карнеги-холле. Также Блаувельт была отобрана для исполнения партии сопрано в композиции Верди на концерте, посвящённом памяти композитора, проходившем в Риме в 1905 году.
В ноябре того же 1905 года она приняла участие в первой постановке комической оперетты The Rose of the Alhambra. Она была написана Чарльзом Эмерсоном Куком, а режиссёром выступил Ф. С. Уитни. Это была её первая работа в лёгкой опере после долгих лет участия в опере высокой. Блаувельт вызывали на бис так долго, что ей пришлось в какой-то момент остановиться и прекратить выступление. В 1906 году появилась в постановке Виктора Херберта The Magic Knight.
В декабре 1912 года Блаувельт вернулась из Европы и вновь выступила одной из солисток в Мессии в Эолиан-холле. Это было её первое выступление в Нью-Йорке за несколько лет. В обзоре говорилось, что её отличный голос и замечательный стиль мало изменились, но, поторопившись в арии Rejoice Greatly, она снизила его значение для слушателей.

## Личная жизнь
Блаувельт была замужем несколько раз. Её первым мужем был бруклинский органист Ройал. С. Смит. В 1907 году она вышла замуж за Уильяма Ф. Пендлетона. 30 июня 1910 года вышла в третий раз замуж за Доктора Уолтера Карпентера в Бруклине.